# Phymeurus lomaensis
Phymeurus lomaensis är en insektsart som beskrevs av Roger Roy 1964. Phymeurus lomaensis ingår i släktet Phymeurus och familjen gräshoppor. Inga underarter finns listade i Catalogue of Life.